# Serie A 2012-13
La Serie A 2012-13 (coneguda com la Sèrie A TIM per motius de patrocini) va ser la 111a edició de la Lliga italiana de futbol i la 81a temporada d'ençà que es disputa en sistema de lliga i la tercera des de la seva organització sota un comitè de lliga independent de la Sèrie B. Va començar el 25 d'agost de 2012 i va acabar el 19 de maig de 2013. La Juventus va ser la campiona.

## Competició
Un total de 20 equips van disputar la lliga, formats per 17 equips de la temporada 2011-12 i tres promocionats de la Sèrie B 2011-12. Com en els anys anteriors, Nike va proporcionar la pilota oficial per a tots els partits, amb un nou model Nike Maxim Sèrie A que s'utilitzaria durant tota la temporada per a tots els partits.
El 21 d'agost de 2012, la FIGC va permetre als equips de la Sèrie A tenir fins a 12 jugadors de substitució a la banqueta per cada partit.

## Esdeveniments
La temporada 2012-13 va comptar amb el retorn de Pescara, Torino i Sampdoria, que van tornar a pujar a la Sèrie A després de dinou, tres i un any respectivament. També és la primera temporada del Cagliari Calcio fora de l'Estadi Sant'Elia després de més de 40 anys, després del seu tancament per problemes de seguretat; com a substitució, l'equip va acordar renovar l'Estadi Is Arenas situat a Quartu Sant'Elena, per tal d'utilitzar-lo com a seu per a aquesta temporada (Cagliari té plans en curs per construir el seu propi estadi nou en els pròxims anys). Els aparells es van presentar el 26 de juliol en una luxosa cerimònia televisiva d'una hora de durada.

## Classificació
- Font: www.resultados-futbol.com/serie_a2013'